# Peitschenwurmbefall des Hundes

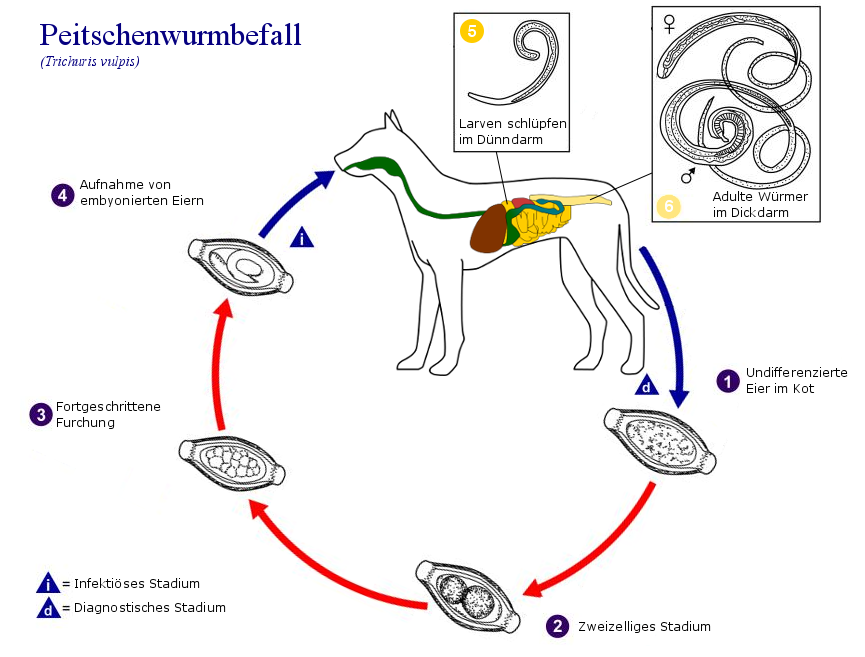
Lebenszyklus von T. vulpis

Peitschenwurmbefall des Hundes (Trichuriasis), die Infektion mit Peitschenwürmern, ist eine Parasitose bei Hunden, die im Allgemeinen zu mildem bis mittelgradigem Durchfall führt. Die Erkrankung wird durch die mikroskopische Untersuchung einer Kotprobe auf Eier nachgewiesen. Die Behandlung erfolgt durch nematodenwirksame Anthelminthika.

## Erreger

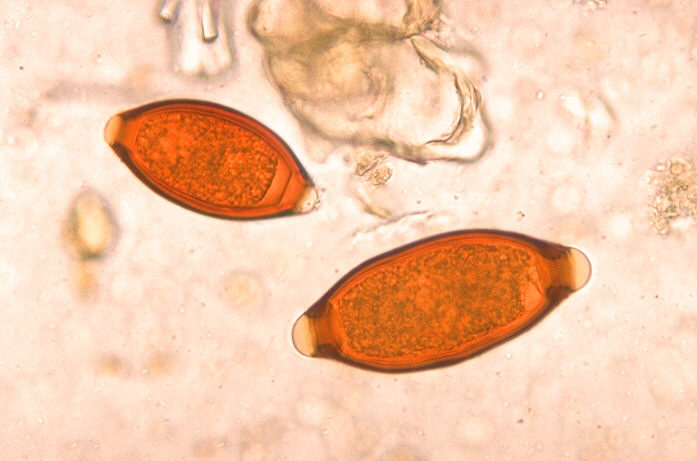
Eier von T. trichiura (links) und T. vulpis (rechts)

Der häufigste Peitschenwurm des Hundes ist Trichuris vulpis. Er ist 4–8 cm lang, hat ein langes dünnes Vorder- und ein verdicktes Hinterende. Die Eier sind zitronenförmig, 80×40 µm groß, bräunlich, dickschalig und haben an den Polen Verdickungen („Polpfröpfe“). Sie sind bei der Eiablage ungefurcht. Die Infektion erfolgt durch Aufnahme der in der Außenwelt embryonierenden (die Larve I enthaltenden) Eier. Sie schlüpfen im Duodenum und Jejunum und dringen in deren Schleimhaut ein. Nach etwa 10 Tagen besiedeln sie den Dickdarm. Die Präpatenz ist mit 9–10 Wochen relativ lang.
T. vulpis parasitiert – im Gegensatz zu den anderen Hundefadenwürmern – im Blind- und Grimmdarm. Sie dringen tunnelartig bis in die Lamina propria der Darmschleimhaut ein und ernähren sich von Gewebsflüssigkeit, Epithel und Blut. Der direkte Blutverlust ist aber nur sehr gering.

## Verbreitung
T. vulpis ist weltweit verbreitet. In Deutschland sind etwa 4 % der Haushunde befallen, in Österreich 3,1 %. In Tschechien wurde eine Prävalenz von etwa 1 % ermittelt, in Griechenland von 9,6 %. In einer Studie an Haushunden in Serbien war T. vulpis dagegen der häufigste Darmparasit und bei 47 % der untersuchten Tiere nachweisbar.
Im Nordosten der USA waren 15 % der Haushunde befallen.  In Nigeria wurde er in einer Studie nur bei 0,5 % der Tiere nachgewiesen, in einer anderen Studie deutlich häufiger, in Gabun waren 50 % der Haushunde infiziert. In Brasilien betrug die Befallshäufigkeit 7 %, in Thailand 20,5 %. In Australien war T. vulpis mit einer Prävalenz von 41 % der häufigste Fadenwurm bei ausgewachsenen Hunden.
Beim Rotfuchs liegt die Befallshäufigkeit bei 0,5 %.

## Krankheitsbild
Die krankheitsauslösende Wirkung von T. vulpis ist mittelgradig. Befallene Hunde zeigen Durchfall, der blutig, bei weniger schwerem Verlauf mit Schleim durchsetzt ist. Stuhlzwang ist häufig. Die Tiere magern ab, Jungtiere bleiben im Wachstum zurück. Bei starkem Befall kann sich eine Typhlitis und Kolitis mit Bauchschmerzen, Erbrechen, Fressunlust, Austrocknung und Blutarmut entwickeln. In Extremfällen kann es zu Entgleisung der Serumelektrolyte mit Hyponatriämie und Hyperkaliämie kommen.
Eine sichere Diagnose kann nur über den Einachweis im Kot mittels Flotationsverfahren gestellt werden.

## Therapie
Die Behandlung erfolgt durch Anthelmintika wie Febantel, Fenbendazol, Flubendazol, Mebendazol, Milbemycinoxim, Moxidectin und Pyrantel.